# Michel Temer
Michel Miguel Elias Temer Lulia (n. 23 septembrie 1940, Tietê, São Paulo, Brazilia) este un jurist și politician brazilian, presedintele Braziliei între 31 august 2016 și 31 decembrie 2018. El a fost vicepreședinte al Braziliei între anii 2011–2016, fiind ales ca secund al candidatei Partidului Muncitorilor, Dilma Rousseff.
La 12 mai 2016 Temer și-a asumat puterile și obligațiile prezidențiale ca președinte de facto, ca urmare a suspendării președintei Dilma Rousseff de către parlamentul Braziliei. Temer a adoptat o poziție mai conservatoare  pe plan social și economic. În primul sau discurs după preluarea funcției, a făcut apel la formarea unui guvern de salvare națională și a cerut încrederea poporului brazilian. Lui i-a revenit onoarea de a participa la ceremonia de deschidere a Jocurilor Olimpice de la Rio din 2016. La 31 august 2016 senatul brazilian a votat cu 61 voturi contra 20 înlăturarea președintei Dilma Rousseff din postul de șefă a statului. Temer i-a urmat și urmează să îndeplinească funcția de președinte al Braziliei pe toata perioada restantă a celui de-al doilea mandat al Dilmei Rousseff, până la 1 ianuarie 2019.
Michel Temer este fiul unei familii de imigranți libanezi, creștini adepți ai Bisericii ortodoxe antiohiene, care au ajuns in Brazilia la inceputul secolului al XX-lea. El este avocat, cu licență în drept a Universității Catolice Pontificale din Sao Paolo. A servit in trecut ca procuror in domeniul penal si de doua ori a fost secretar de stat la ministerul de interne al Braziliei. El a terminat și doctoratul și a devenit profesor universitar de drept constituțional.